# Chopin (wódka)

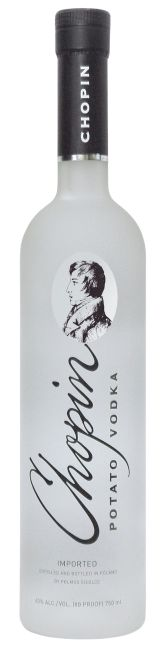
Butelka wódki Chopin

Chopin – wódka produkowana przez Polmos Siedlce, czterokrotnie destylowana, wytwarzana przy użyciu tradycyjnych metod w niewielkich partiach ze specjalnie dobranej odmiany ziemniaków Stobrawa, tradycyjnie uprawianych w okolicach Siedlec (na jedną butelkę o pojemności 0,7 litra „czarnego” Chopina trzeba zużyć około 30 ziemniaków). Ma lekki jabłkowy posmak, pełny bukiet, łagodny, gładki, lekko oleisty smak.
Wódka Chopin oferowana jest na polskim rynku od 1993 r., na rynek amerykański weszła w roku 1997. Po sukcesie krajowym wódka szybko znalazła swoje miejsce na rynku amerykańskim, gdzie w 2004 r. sprzedaż osiągnęła blisko milion butelek. O jej popularności w USA świadczy stosunkowo wysoka cena sięgająca 34 dolarów za butelkę.
Chopin jest klasyfikowany w segmencie najlepszych i najdroższych wódek białych. Potwierdzają to opinie jurorów brukselskiego Monde Selection, czy amerykańskiego Spirits Competition. W roku 2006 wódka Chopin zdobyła podwójny złoty medal (Double Gold Medal) na World Spirits Competition w San Francisco.
Wódka Chopin była jedną z marek LVMH, największego na świecie producenta dóbr luksusowych.